# 715.ª Divisão de Infantaria (Alemanha)
A 715ª Divisão de Infantaria (em alemão:715. Infanterie-Division) foi uma unidade militar que serviu no Exército alemão durante a Segunda Guerra Mundial.

## Comandantes
| Comandante                             | Data                                            |
| -------------------------------------- | ----------------------------------------------- |
| Generalmajor Ernst Wening              | 3 de maio de 1941 - 15 de julho de 1942         |
| Generalleutnant Kurt Hoffmann          | 15 de julho de 1942 - 5 de janeiro de 1944      |
| Generalleutnant Hans-Georg Hildebrandt | 5 de janeiro de 1944 - 1 de julho de 1944       |
| Generalmajor Hanns von Rohr            | 1 de julho de 1944 - 18 de setembro de 1944     |
| Generalmajor Hans-Joachim Ehlert       | 18 de setembro de 1944 - 30 de setembro de 1944 |
| Generalmajor Hanns von Rohr            | 30 de setembro de 1944 - 2 de maio de 1945      |

## Oficiais de operações
| Oberstleutnant Alfred Forster   | 8 de maio de 1941 - 15 de fevereiro de 1943   |
| Oberstleutnant Werner Habedanck | 5 de fevereiro de 1943 - 25 de agosto de 1944 |
| Major Hans-Ulrich Schröder      | 25 de agosto de 1944 - 10 de abril de 1945    |
| Major Karl Meinert              | 10 de abril de 1945 - maio de 1945            |

## Área de operações
| Alemanha       | maio de 1941 - junho de 1941    |
| França         | junho de 1941 - janeiro de 1944 |
| Itália         | janeiro de 1944 - março de 1945 |
| Checoslováquia | de março de 1945 - maio de 1945 |